# La Concordia (Jinotega)
La Concordia est une municipalité nicaraguayenne du département de Jinotega au Nicaragua.